# محمدعلی امام جمعه
محمدعلی امام‌جمعه  از سیاستمداران ایرانی بود، که در دوره‌های ششم و چهاردهم بعنوان نماینده شیراز  در مجلس شورای ملی حضور داشت.